# Dättlikon
Dättlikon er en by i kantonen Zürich i Schweiz.